# Rogelio Salvador Martínez
Rogelio Salvador Martínez (Moreno, Provincia de Buenos Aires, Argentina; 27 de agosto de 1976) es un exfutbolista argentino. Se desempeñó en la posición de centrocampista. 

## Trayectoria
En sus inicios tuvo pasos por las divisiones inferiores de Ferro, Deportivo Pesquero de Perú y Renato Cesarini.
A sus 21 años llega a Bahía Blanca para jugar en Olimpo. El 23 de agosto de 1998 debuta en la Liga del Sur, bajo la conducción técnica de Darío Bonjour, en la victoria por 3-2 frente a Rosario Puerto Belgrano. Una semana más tarde, haría lo mismo en la segunda fecha de la Primera B Nacional 1998/99, en el empate ante Huracán Corrientes por 2-2, con Luis Alberto Díaz como técnico.
En la fecha 25 de la Primera B Nacional 2000/01 marca su primer gol con la camiseta del "Aurinegro", de chilena, en la victoria por 3-1 frente a Atlético Tucumán. Luego, 4 partidos más tardes, convierte un gol decisivo en la victoria por 1-0 ante Villa Mitre, su clásico rival.
En la siguiente temporada, la 2001/02, tras la histórica goleada por 4-0 frente a Instituto de Córdoba, Olimpo sale campeón del Torneo Apertura y obtuvo su primer ascenso a la Primera División. En la máxima categoría jugaría las siguientes 4 temporadas con el "Aurinegro", donde completa 118 partidos jugados, 2 goles convertidos y resulta pieza clave en los esquemas de Julio Falcioni, Roberto Saporiti y Gregorio Pérez, entre otros. Se destaca su participación en el Torneo Clausura 2003, donde Olimpo finaliza en la quinta posición, por encima de equipos como San Lorenzo, Estudiantes de La Plata, Racing e Independiente.
En 2006, tras 7 años en la institución bahiense, es vendido a Colón, luego de ser pedido por Edgardo Bauza.  Luego de una mala campaña del club santafesino y con solo 7 partidos jugados, es prestado a Lanús.
En el "Granate" tiene poco lugar y solo completa 7 partidos en la Primera División y 3 por la Copa Conmebol.
A principios de 2007 regresa a Olimpo para disputar la Primera B Nacional 2006-07, donde gana el Torneo Clausura 2007 y, tras haber sido primero en el Torneo Apertura 2006, asciende nuevamente a la Primera División.
En la Primera División 2007/08 el club bahiense no puede evitar el descenso a la Primera B Nacional.
Luego de 2 temporadas en el segundo escalon del fútbol argentino, es campeón de la Primera B Nacional 2009-10, sacándole 7 puntos a su perseguidor Quilmes. Nuevamente, el "Aurinegro" retorna a la Primera División. 
En julio de 2010, no es tenido en cuenta por el técnico Omar De Felippe, no renueva su contrato y termina siendo jugador libre. En Olimpo se convirtió en un símbolo del club, donde consiguió 3 ascensos y disputó 312 encuentros, de los cuales 57 fueron por la Liga del Sur, 105 por la Primera B Nacional y 150 por la Primera División. Es el tercer jugador con más partidos disputados en la historia de la institución.
En agosto del mismo año, pese a haber dicho que nunca jugaría en Villa Mitre,  se cruza de vereda y es refuerzo del "Tricolor" para disputar el Torneo Argentino A 2007/08, donde disputa 23 encuentros.
Al finalizar dicha temporada, se va a jugar a Los Andes.

## Clubes
| Club        | País      | Año       |
| ----------- | --------- | --------- |
| Olimpo      | Argentina | 1998-2005 |
| Colón       | Argentina | 2006      |
| Lanús       | Argentina | 2006      |
| Olimpo      | Argentina | 2007-2010 |
| Villa Mitre | Argentina | 2010-2011 |
| Los Andes   | Argentina | 2011      |

## Estadísticas
| Olimpo Argentina                       | 2.ª                 | 1998-2002           | 54  | 2 | - | - | - | -  | 54  | 2 |
| Olimpo Argentina                       | 1.ª                 | 2002/03             | 33  | 0 | - | - | - | -  | 33  | 0 |
| Olimpo Argentina                       | 1.ª                 | 2003/04             | 34  | 0 | - | - | - | -  | 34  | 0 |
| Olimpo Argentina                       | 1.ª                 | 2004/05             | 35  | 0 | - | - | - | -  | 35  | 0 |
| Olimpo Argentina                       | 1.ª                 | 2005/06             | 16  | 0 | - | - | - | -  | 16  | 0 |
| Olimpo Argentina                       | 2.ª                 | 2006/07             | 10  | 0 | - | - | - | -  | 10  | 0 |
| Olimpo Argentina                       | 1.ª                 | 2007/08             | 32  | 0 | - | - | - | -  | 32  | 0 |
| Olimpo Argentina                       | 2.ª                 | 2008/09             | 28  | 0 | - | - | - | -  | 28  | 0 |
| Olimpo Argentina                       | 2.ª                 | 2009/10             | 13  | 0 | - | - | - | -  | 13  | 0 |
| Olimpo Argentina                       | Total               | Total               | 255 | 2 | 0 | 0 | - | -  | 255 | 2 |
| Colón Argentina                        |                     |                     |     |   |   |   |   |    |     |   |
| 1.ª                                    | 2005/06             | 7                   | 0   | - | - | - | - | 7  | 0   |   |
| Total                                  | Total               | 7                   | 0   | 0 | 0 | - | - | 7  | 0   |   |
| Lanús Argentina                        |                     |                     |     |   |   |   |   |    |     |   |
| 1.ª                                    | 2006/07             | 7                   | 0   | - | - | 3 | 0 | 10 | 0   |   |
| Total                                  | Total               | 7                   | 0   | 0 | 0 | 3 | 0 | 10 | 0   |   |
| Villa Mitre Argentina                  |                     |                     |     |   |   |   |   |    |     |   |
| 3.ª                                    | 2010/11             | 23                  | 1   | - | - | - | - | 23 | 1   |   |
| Total                                  | Total               | 23                  | 1   | - | - | - | - | 23 | 1   |   |
| Los Andes Argentina                    |                     |                     |     |   |   |   |   |    |     |   |
| 3.ª                                    | 2011/12             | 0                   | 0   | - | - | - | - | 0  | 0   |   |
| Total                                  | Total               | 0                   | 0   | - | - | - | - | 0  | 0   |   |
| Total en su carrera                    | Total en su carrera | Total en su carrera | 292 | 3 | 0 | 0 | 3 | 0  | 295 | 3 |
| (1) Incluye datos de la Copa Conmebol. |                     |                     |     |   |   |   |   |    |     |   |

## Palmarés
| Título             | Club   | País      | Año     |
| ------------------ | ------ | --------- | ------- |
| Primera B Nacional | Olimpo | Argentina | 2001/02 |
| Primera B Nacional | Olimpo | Argentina | 2009/10 |